# Provinz Sabaya
Sabaya ist eine Provinz im Südwesten des Departamento Oruro im südamerikanischen Anden-Staat Bolivien.

## Lage
Die Provinz Sabaya (früher: Provinz Atahuallpa) ist eine von 16 Provinzen im Departamento Oruro. Sie liegt zwischen 18° 35' und 19° 39' südlicher Breite und zwischen 67° 31' und 68° 39' westlicher Länge.
Sie grenzt im Norden an die Provinz Sajama, im Westen an die Republik Chile und an die Provinz Puerto de Mejillones, im Südwesten an das Departamento Potosí, im Südosten an die Provinz Ladislao Cabrera und im Nordosten an die Provinz Litoral. Die Provinz erstreckt sich von Nordwesten nach Südosten, mit einer Länge von 160 Kilometern und einer mittleren Breite von 50 Kilometern.

## Bevölkerung
Die Einwohnerzahl der Provinz Sabaya ist in den vergangenen drei Jahrzehnten auf mehr als das Fünffache angestiegen:
| Jahr | Einwohner | Quelle       |
| ---- | --------- | ------------ |
| 1992 | 3 567     | Volkszählung |
| 2001 | 7 114     | Volkszählung |
| 2012 | 10 924    | Volkszählung |
| 2024 | 19 158    | Volkszählung |

40,7 Prozent der Bevölkerung sind jünger als 15 Jahre. 92 Prozent der Bevölkerung sprechen Spanisch, 67 Prozent Aymara und 9 Prozent Quechua. (2001)
97,3 Prozent der Bevölkerung haben keine Elektrizität, 96,6 Prozent leben ohne sanitäre Einrichtung (1992).
66,4 Prozent der Erwerbstätigen arbeiten in der Landwirtschaft, 1,6 Prozent im Bergbau, 4,9 Prozent in der Industrie, 27,1 Prozent im Dienstleistungsbereich (2001).
59 Prozent der Einwohner sind katholisch, 32 Prozent sind evangelisch (1992).

## Gliederung
Die Provinz unterteilte sich bei der letzten Volkszählung von 2024 in die folgenden drei Verwaltungsbezirke (bolivianisch „Municipios“):
- 04-0901 Municipio Sabaya – 15.387 Einwohner
- 04-0902 Municipio Coipasa – 2.366 Einwohner
- 04-0903 Municipio Chipaya – 2.003 Einwohner

## Ortschaften in der Provinz Sabaya
- Municipio Sabaya
  - Julo 748 Einw. – Sabaya 486 Einw. – Villa Vitalina 453 Einw. – Pisiga Bolívar 298 Einw. – Pagador 284 Einw. – Villa Rosario 258 Einw. – Sacabaya 216 Einw. – Pisiga Sucre 187 Einw. – Comujo 184 Einw. – Cahuana 173 Einw. – Negrillos 151 Einw. – Tunapa 131 Einw. – Parajaya 25 Einw.

- Municipio Coipasa
  - Coipasa 742 Einw.

- Municipio Chipaya
  - Chipaya 827 Einw. – Ayparavi 411 Einw. – Manazaya 403 Einw.